# Yingqiao (sockenhuvudort i Kina, Henan Sheng, lat 33,96, long 113,59)
Yingqiao (kinesiska: 颍桥) är en sockenhuvudort i Kina. Den ligger i provinsen Henan, i den centrala delen av landet, omkring 89 kilometer söder om provinshuvudstaden Zhengzhou. Antalet invånare är 6 616. Befolkningen består av 3 321 kvinnor och 3 295 män. Barn under 15 år utgör 21,0 %, vuxna 15-64 år 67 %, och äldre över 65 år 11,0 %.
Runt Yingqiao är det tätbefolkat, med 659 invånare per kvadratkilometer. Närmaste större samhälle är Shenjian, 11,0 km nordost om Yingqiao. Trakten runt Yingqiao består till största delen av jordbruksmark.
Genomsnittlig årsnederbörd är 847 millimeter. Den regnigaste månaden är september, med i genomsnitt 154 mm nederbörd, och den torraste är januari, med 6 mm nederbörd.